# Superellips

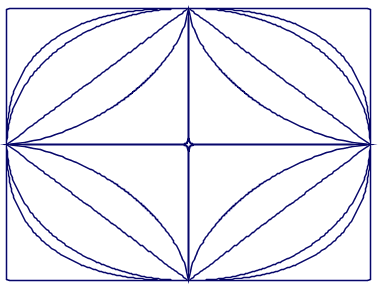
Superellipsen

De superellips (of lamécurve) is een geometrische figuur die in het cartesische coördinatensysteem wordt gedefinieerd als de verzameling punten {\displaystyle (x,y)} waarvoor geldt:
{\displaystyle \left|{\frac {x}{a}}\right|^{n}\!+\left|{\frac {y}{b}}\right|^{n}\!=1}
waarbij {\displaystyle n>0} en {\displaystyle a} en {\displaystyle b} de radii van de ovale vorm zijn. In het geval {\displaystyle n=2} ontstaat een gewone ellips. Naarmate {\displaystyle n} groter wordt dan 2, ontstaan hyperellipsen, die steeds meer de vorm van een rechthoek benaderen. Als {\displaystyle n} steeds kleiner wordt dan 2, ontstaan hypoellipsen, die hoekige vormen in de {\displaystyle x} en {\displaystyle y} richting ontwikkelen en steeds meer op een kruis gaan lijken. Voor {\displaystyle n=1} krijgt men een ruit met oppervlakte {\displaystyle ab/2}. Als {\displaystyle a=b} en {\displaystyle n=2/3}, krijgt men een astroïde.
De superellips werd beschreven door Gabriel Lamé en nadien sterk gepropageerd door de Deense wiskundige, dichter en kunstenaar Piet Hein. Die heeft ook het 'superei' bedacht, een omwentelingslichaam van de superellips.

## Superformule

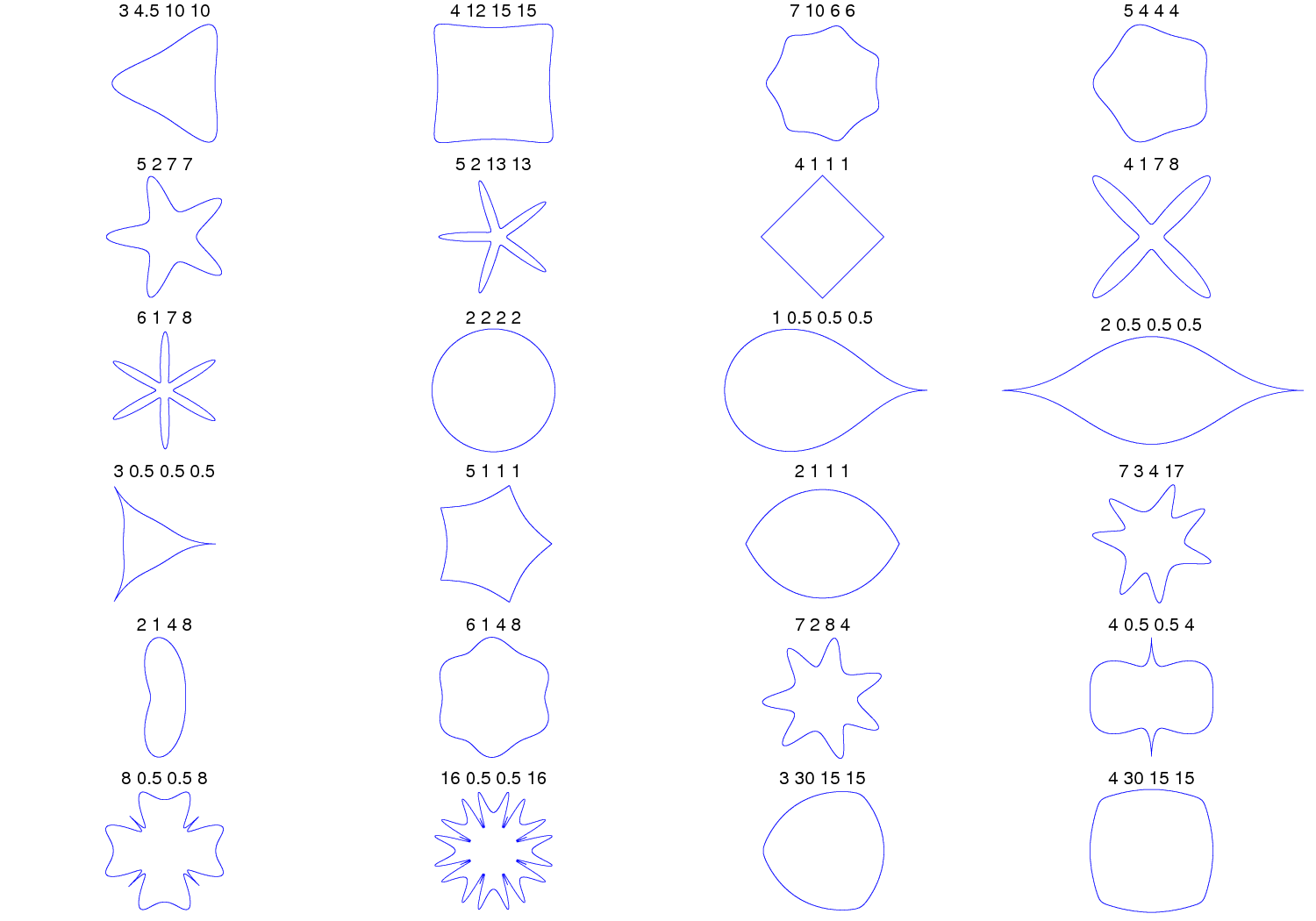
Voorbeelden met a=b=1 en verschillende viertallen m, n1, n2 en n3.

Een familie van varianten van de bovenstaande curven, beschreven door Johan Gielis, wordt gegeven door de zogenoemde superformule:

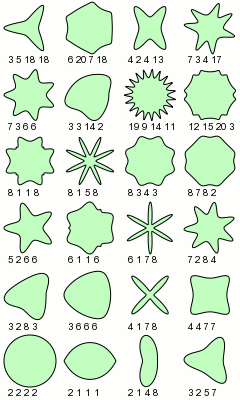
Voorbeelden met a=b=1 en verschillende viertallen m, n1, n2 en n3.

{\displaystyle r\left(\varphi \right)=\left(\left|{\frac {1}{a}}\cos \left({\frac {m\varphi }{4}}\right)\right|^{n_{2}}+\left|{\frac {1}{b}}\sin \left({\frac {m\varphi }{4}}\right)\right|^{n_{3}}\right)^{-{\frac {1}{n_{1}}}}}